# Wola Błędowa
Wola Błędowa [pronunciación en polaco: /ˈvɔla bwɛnˈdɔva/] es un pueblo ubicado en el distrito administrativo de Gmina Stryków, dentro del condado de Zgierz, voivodato de Łódź, en el centro de Polonia. Se encuentra aproximadamente a 4 kilómetros al noreste de Stryków, a 18 kilómetros al noreste de Zgierz, y a 21 kilómetros al noreste de la capital regional, Łódź. 